# Sonic Mayhem
Sonic Mayhem (род. 1970, Штутгарт, Германия) — псевдоним немецкого продюсера и профессионального создателя музыки для игр армянского происхождения Саши Дикисияна. Sonic Mayhem написал саундтреки к Quake II, Tomorrow Never Dies и примерно половину всех композиций Quake III Arena, создал все звуковые эффекты оружия для Unreal Tournament.
Преимущественно стиль Sonic Mayhem — индастриал-метал.

## Дискография
- Deus Ex: Mankind Divided (2016)
- The Long Dark (2014)
- Borderlands 2 (2012)
- Mass Effect 3 (2012)
- The Agency: Covert Ops[англ.] (2011)
- Mass Effect 2: Arrival (2011)
- Tron: Evolution (2010)
- MAG (2010)
- Mass Effect 2: Kasumi — Stolen Memory (2010)
- Borderlands (2009)
- Mortal Kombat vs. DC Universe (2009)
- Prototype (2009)
- Dark Messiah of Might and Magic (2006)
- Hellgate: London (2006)
- SpyHunter: Nowhere to Run[англ.] (2006)
- Battlezone PSP (2006)
- Tom Clancy’s Splinter Cell: Double Agent (2005)
- Terminator: Rise of the Machines (2003)
- Music for Visual Media (2002)
- Sonic Mayhem Promo 2001 (2001)
- James Bond: Tomorrow Never Dies Video Game Soundtrack (2000)
- Quake III Arena: Noise (1999)
- Quake II: The Reckoning (1998)
- Quake II: Ground Zero (1998)
- Quake II: Complete Soundtrack for Quake II (1998)
- Methods of Destruction Quake Add-on (1996)